# Elisabeth Reichelt
Elisabeth Reichelt, geborene Schäch (* 7. Februar 1910 in Coswig; † 7. Mai 2001 in Dresden) war eine deutsche Opernsängerin (Koloratursopran).

## Leben
Nach ihrer Ausbildung an der Orchesterschule der Sächsischen Staatskapelle gab die Sängerin 1934 ihr Debüt in Düsseldorf. Zwischen 1936 und 1972 war Reichelt an der Dresdner Oper engagiert und sang dort im Jahr 1944 zur letzten Vorstellung der alten Oper das Ännchen, weiterhin die Königin der Nacht, Gilda, Despina, Zerbinetta und die Traviata. Sie gab Gastspiele in Wien, Hamburg, Köln und München. Reichelt stand 1944 auf der Gottbegnadeten-Liste.
Reichelt starb 2001 in Dresden und wurde in Coswig beigesetzt.